# Гинцветмет
Гинцветмет — научно-исследовательский институт в Москве. Является старейшим в цветной металлургии комплексным, многопрофильным научно-исследовательским институтом, выполняющим фундаментальные, поисковые и прикладные исследования, направленные на создание научно-технической базы в металлургии цветных, редких и благородных металлов.
ОАО «Институт «ГИНЦВЕТМЕТ» входит в состав отраслевого холдинга Госкорпорации «Ростех».

## История
Институт создан в 1902 году на основе Петрографического института «Литогеа».
В 1918 году получил задачи: исследовать горные породы и минералы для использования их в народном хозяйстве.
С 1929 по 1934 годы во время развития металлургии Гинцветмет усилил свою работу. Организованы филиалы в Ленинграде, Свердловске, Иркутске.
После Великой Отечественной войны институт совершенствовал технологии получения цветных металлов.
В 1950-х годах Гинцветмет проводил исследования в атомной промышленности.
В 1952 году при институте создана база в Усть-Каменогорске.
В 1955 году внедрена в производство промышленная печь КС.
В 1962 году использован процесс получения цинка из обожженных цинковых концентратов.
В 1967 году построен комплекс кислородно-факельной плавки.
В XXI веке Гинцветмет внедрил в производство трехпродуктовые гидроциклоны, гравитационные центробежные сепараторы, высокопроизводительные флотационные машины пневматического типа с камерами большого объема.
Сотрудничает со странам ближнего зарубежья и с Восточной Европой.

## Награды
9 июля 1979 года за «большой вклад в развитие отечественной цветной металлургии, разработку и внедрение в производство новых высокоэффективных технологических процессов» институт награждён орденом Трудового Красного Знамени.